# Arabidella eremigena
Arabidella eremigena là một loài thực vật có hoa trong họ Cải. Loài này được (F.Muell.) E.A.Shaw mô tả khoa học đầu tiên năm 1965.